# Крадецът на книги
„Крадецът на книги“ (на английски: The Book Thief) е роман от 2005 г. на австралийския писател Маркъс Зюсак. Книгата става международен бестселър и е преведена на много езици. Филмовата адаптация със същото име излиза през 2013 г.

## Сюжет
Историята я разказва Смъртта. Тя започва със смъртта на малкия брат на Лизел, която след това пристига в къщата на новите си приемни родители, Ханс и Роза Хуберман. По време на живота си там, тя става свидетел на настъплението и ужасите на нацисткия режим, хваната между невинността на детството и зрелостта. Тъй като политическата ситуация в Германия се влошава, приемните ѝ родители приемат и укриват еврейски боксьор на име Макс. Ханс, който изгражда близка връзка с Лизел, тайно я учи да чете. Научавайки силата на писането и споделянето на писмено слово, Лизел продължава да краде книги, след като първата си книга открадва при погребението на брат си, без да може да чете. Открадва и книга от показното аутодафе, организирано в градчето от Хитлерюгенд. Продължава да краде и след като войната нахлува в живота на градчето и обръща живота на хората.